# Nylon
Pour l’article homonyme, voir Nylon (homonymie).
Le nylon est une matière plastique de type polyamide souvent utilisée comme fibre textile ; il est inventé le 28 février 1935 par Wallace Carothers qui travaille alors chez Du Pont de Nemours, une entreprise de chimie américaine.
Le nylon 6-6 s'obtient par polycondensation à chaud entre un diacide carboxylique et une diamine.

## Histoire

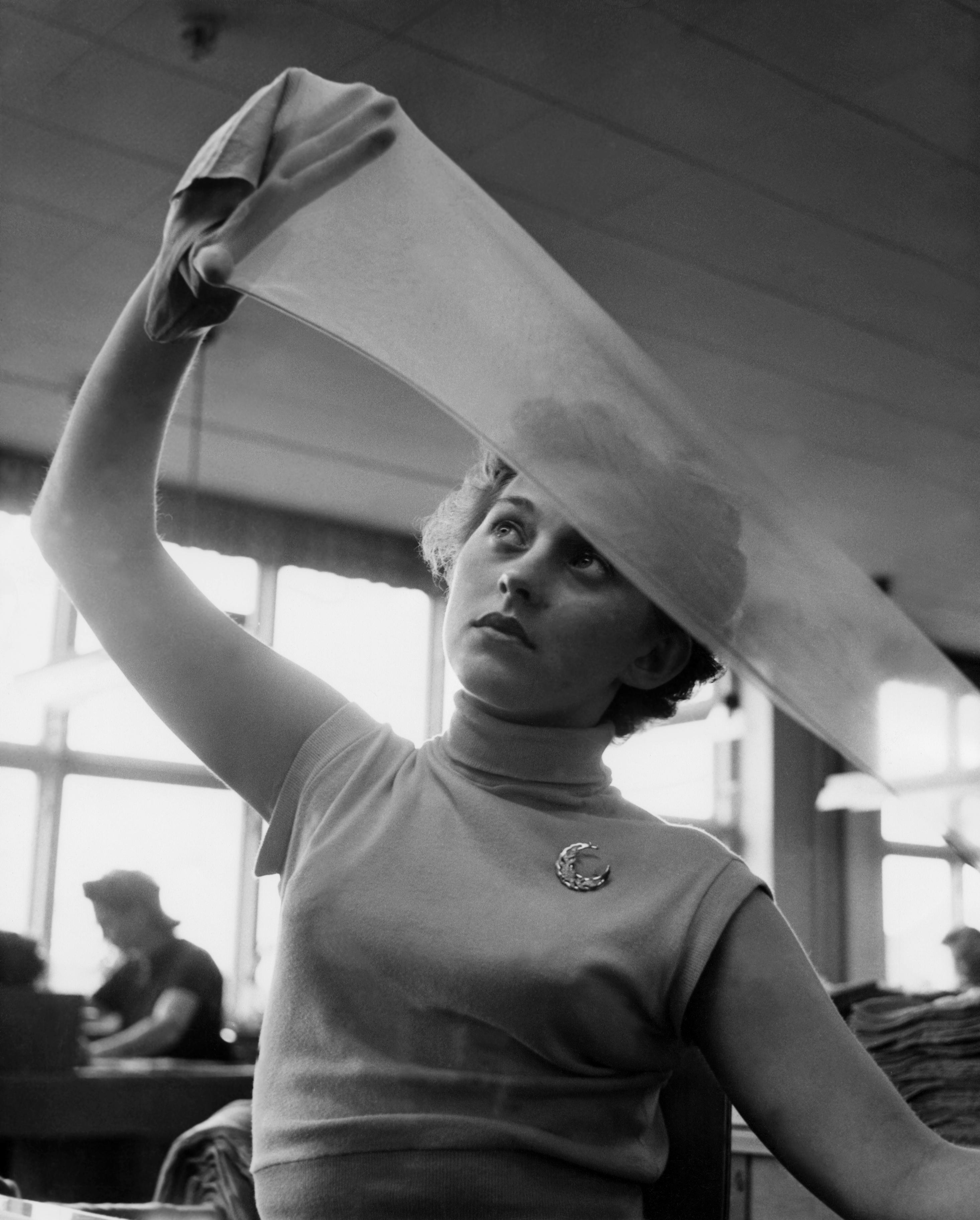
Contrôle qualité d'un bas en nylon, 1954, Malmö. Photographie conservée au musée nordique.

Le premier fil dit synthétique est inventé et breveté en 1935 par Wallace Carothers. Durant cette époque d'autres nouveaux produits voient le jour : la viscose, inventée par Hilaire de Chardonnet en 1884, l'acétate de cellulose, inventée par l'Anglais Edward J. Bevan (1921) ; la « fibre de verre », découverte par les Suisses Henri et Camille Dreyfus (1925).
Le nylon proprement dit est breveté, mais le terme « nylon » n'a jamais été déposé en tant que marque, il n'a donc pas à s'écrire avec une majuscule. DuPont (comme cette société le rappelle sur son site web) a ainsi choisi de permettre au mot de devenir synonyme de bas (nylon). Le produit découvert est commercialisé en 1938 pour la première fois sous la forme d'une brosse à dents dont les poils étaient en nylon, sorti la même année (le 24 février). Mais en 1940, sort « le produit » qui va marquer l'histoire du nylon : les bas pour femme. Marquant la fin des années de privation, le bas de nylon gagne en popularité et devient un symbole à la Libération, en 1945.

### Étymologie
Il circule de nombreuses étymologies sur l'origine du mot « nylon », comme celles affirmant que le nylon provient de NY (New York) et LON (London), ou encore des prénoms des épouses des inventeurs. Son inventeur, Wallace Carothers, se suicide avant qu'un nom commercial soit donné à son polyamide 6-6.
En 1938, il revient donc à un comité de trois membres de chez du Pont de Nemours et compagnie de faire un choix. Le Dr E.K. Gladding propose norun (pour no run, soit « ne s'effile pas »). Pour éviter un risque de publicité mensongère, le terme doit être changé en Nuron, qui rime avec rayon (« rayonne ») ou coton (« coton »). Le choix final se porte sur nylon pour avoir un acronyme prononcé de la même façon par les Américains et les Anglais. Cette version officielle de Du Pont est aussitôt détournée par quelques plaisantins en Now You Lose Old Nippons ou Now You're Lost Old Nippons, Now You Lousy Old Nippons ou encore Now You Lick Old Nipples, avec un succès tel que Du Pont commissionne en 1941 un journal japonais pour démentir dans ses colonnes cette étymologie insultante.
L'explication suivante, donnée par plusieurs dictionnaires étymologiques (dont celui de Dauzat) est assez plausible : il s'agirait de l'acronyme formé par les initiales des prénoms des épouses des cinq chimistes de Du Pont de Nemours qui collaborèrent à la découverte du textile, à savoir Nancy, Yvonne, Louella, Olivia et Nina.

## Production
Chimiquement, le nylon est un polymère de condensation, fait d'unités répétitives liées entre elles par les liaisons amide : il fait donc partie de la famille des polyamides. Actuellement, le nylon peut désigner un polyamide, tel le polyamide 11 (Rilsan, plus communément appelé le « nylon français »).
Pour ce qui est du nylon créé par Wallace Carothers, le polyamide 6-6, il est formé à partir :
- de l'hexaméthylène diamine ou 1,6-diaminohexane, H2N–(CH2)6–NH2, une molécule contenant six groupes méthylène et deux fonctions amine ;
- du chlorure d'adipoyle, ClOC–(CH2)4–COCl, composé de quatre groupes méthylène et de deux fonctions chlorure d'acyle. La production industrielle utilise de l'acide adipique, HOOC–(CH2)4–COOH.

La polymérisation s'applique ici à un nombre très important (n > 1 000) de molécules qui vont former une très longue chaîne de nylon.
Le nylon formé est appelé nylon 6-6 car de part et d'autre du groupe amide se trouvent six atomes de carbone (dont l'un est compris dans la fonction amide). Tous les nylons vont être ainsi nommés en fonction du nombre d'atomes de carbone présents dans leur(s) monomère (s) ou comonomère (s).
On retrouvera ainsi sur le marché les nylons 6, 6-4, 6-6, 6-9, 6-10, 11, 12, etc.
Le nylon 6 (Perlon), inventé par l'Allemand Paul Schlack, est formé d'une seule chaîne carbonée constituant le motif de répétition, et peut être obtenu par polymérisation par ouverture à 215 °C d'un cycle appelé ε-caprolactame :
n cyclo(–(CH2)5C(=O)NH–) → [–(CH2)5C(=O)NH–]n.

## Caractéristiques
Outre ses applications dans le domaine de l'industrie textile, ce matériau est également utilisé sous forme massive pour réaliser des pièces mécaniques (en particulier l'industrie automobile). On peut le mouler à chaud (il fait partie des polymères thermoplastiques) ou usiner les demi-produits que l'on trouve dans le commerce (barres, plaques, etc.). Ses caractéristiques sont très pratiques pour les petits outils de manipulation, les spudgers par exemple.
La résistance et surtout les qualités de frottement du nylon en font un matériau de choix pour les petites pièces de frottement, en particulier dans l'industrie alimentaire.
Le matériau a pour particularité d'être dur. Ainsi, dans les montagnes russes, il permet d'engager moins de frottement et de permettre au train d'aller plus vite (tout le contraire du polyuréthane).
Son faible pouvoir absorbant en fait un tissu qui sèche rapidement, fréquemment utilisé pour les coupe-vents. En revanche, comme il n'absorbe pas la transpiration, le nylon peut donner l'impression de macérer dans sa sueur, et il développe plus rapidement des odeurs que le coton. 
La combustion s'accompagne d'une fusion en gouttelettes qui lui interdit, de ce fait, d'être utilisé pour les vêtements de travail.
Tissé avec un fil plat non texturé, il sert pour les doublures, les blouses, les tabliers, les vêtements de sport, les imperméables, les jupes, les chemises plissées et la lingerie.
Tissé avec un fil texturé, il sert par exemple pour les bas, les collants, les chaussettes, les sous-pulls, les maillots de bain et les justaucorps.
Le Kevlar, un aramide, est plus rigide que les nylons.